# Johann Franz Loew von Erlsfeld

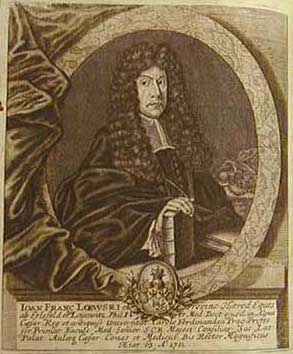
Johann Franz Ritter Loew von Erlsfeld (1711)
(Künstler: A. C. F., Frontispiz seines Buches „Nova et vetus .....“)

Johann Franz Ritter Loew von Erlsfeld, auch Jan František Löw z Erlsfeldu und Johann Franz Löw von Ersfeld (* 26. März 1648 in Plan; † 25. März 1725 in Prag) war ein deutsch-böhmischer Arzt und Jurist. Er wurde durch Kaiser Leopold I. im Jahre 1685 mit dem Prädikat Ritter von Erlsfeld in den Adelstand erhoben.

## Leben
Loew von Erlsfeld war Absolvent des Gymnasiums der Jesuiten in Eger in Westböhmen, absolvierte ein Studium der Medizin an der Universität in Prag mit Promotien zum Doktor der Medizin, wurde Brunnenarzt in Karlsbad und setzte seine Studien in Rom fort mit Promotion zum Doktor der Rechtswissenschaften. Er wurde Leibarzt des Fürsten Johann Adolf zu Schwarzenberg, kam mit ihm nach Linz, wo Kaiser Leopold I. von Habsburg residierte, wurde auch dessen Leibarzt und Professor an der Karls-Universität Prag. In den Jahren 1699, 1703, 1712 und 1717 war er Rektor dieser damals als „Ferdinandsuniversität beim Hl. Klemens“ bezeichneten Universität. Seine medizinischen Veröffentlichungen, die sich besonders der Bekämpfung der Pest widmeten, fanden große Beachtung. Er war Eigentümer des Landsitzes Modletitz (Modletice) östlich von Prag. Im Jahr 1717 wurde er zum Mitglied der Leopoldina gewählt.
Seine Ehefrau war Johanna Margarita Cassini de Bugella. Sie stammte aus der italienischen Gelehrtenfamilie Cassini und war eine Schwester des Professors der Medizin und Rektors der Universität Prag Johann Anton Cassinis de Bugella. Sein Sohn war der königlich böhmische Vizelandschreiber Johann Joseph Ignaz Ritter Loew von Erlsfeld (1673–1716). Im Jahre 1707 verheiratet mit Elisabeth Alsterle von Astfeld, aus dem Ratsbürgergeschlecht der Ulster, genannt Alsterle von Rosenthal in Budweis in Südböhmen.

## Werke
- Nova et vetus aphorismorum divi senis Hippocratis interpretatio iuxta mentem veterum et recentiorum in publica cathedra ingenuae juventuti medicae pragensi explanata ... Francofurti & Lipsiae: Johannis Ziegeri, 1711
- Universa medicina practica, juxta veterum et recentiorum mentem efformata et aucta; observationibus, quaestionibus, consiliis ac controversis illustrata propriaque explicatione dilucidata. Olim in nucleo compendiose tradita, A. C. Weinhart in usum medicorum juniorum... 2 Tle. in 1 Bd. Nürnberg, J. D. Endter für J. Fr. Rüdiger, 1723
- Theatrum medico-juridicum, continens varias easque maxime notabiles tam ad tribunalia ecclesiastico-civilia, quam ad medicinam forensem, pertinentes materias. Ex diversis optimorum authorum...voluminibus excerptum...Opus Jctis, physicis, practicis, studiosis, chirurgis, aliisque utile et necessarium. Nürnberg, J. F. Rudiger, 1725
- Manual aller denckwürdigen Sachen, so mich undt die meinigen angehet, o. J.
- mit Alexander Schamsky und Wenzel Johann Kriegelstein von Sternfeld: Medicum de Morte Trophæum. Honori Divorum Cosmæ & Damiani Gloriosè de Libitina Triumphantium, Nec non Excellentissimæ Facultatis Medicæ Sanctorum Tutelarium, Priùs in Ponte Pragensi Statuis Illorum erectis, Ac dein Oratione Panegyrica De More Annuo repraesentatum Coram Senatu, Populóque Academico Teinensi Beatæ Virginis in Cœlos Assumptae Vetero-Pragæ, o. J.